# Cascina Valdera A.S.D.
Cascina VALDERA Associazione Sportiva Dilettantistica là một câu lạc bộ bóng đá Ý có trụ sở tại Cascina, Tuscany.

## Lịch sử

Logo cũ của Cascina

### Cascina
Câu lạc bộ được thành lập vào năm 1924 với tên Associazione Sportiva Dilettantistica Cascina Calcio.
Đội đã chơi ở Serie D trong mùa 1998-99 và từ 2001-02 đến 2007-08

### Cascina Valdera
Vào mùa hè 2013 Cascina đã được sáp nhập với Valdera Calcio Associazione Sportiva Dilettantistica và được đổi tên với tên hiện tại.

## Màu sắc và huy hiệu
Màu sắc của đội là đen và xanh.